# Кочишево
Кочи́шево — деревня в Глазовском районе Удмуртии в составе  сельского поселения Ураковское.

## География
Находится на расстоянии примерно 8 км на юг по прямой от центра района города Глазов. 

## История
Основана в 1699 году как деревня Сепычкар. Первыми её поселенцами стали 12 удмуртских семей, покинувших деревню Старый Солдырь. Первоначально она находилась на правом берегу реки Сепыч в полутора километрах от нынешнего Кочишево. В 1811 году в деревне насчитывалось 29 семей. В первой половине XIX века. В начале XX века деревню стали называть Кочыш или Кочышгурт, что переводится с удмуртского как кот, кошка. В 1930 году была создана сельхозартель «Сепычкар». С 1950 года работал колхоз им. Ильича.

## Население
Постоянное население  составляло 438 человек (удмурты 66%) в 2002 году, 408 в 2012.